# Chironius carinatus
Espèce
Synonymes
- Coluber carinatus Linnaeus, 1758
- Herpetodryas carinatus (Linnaeus, 1758)

Chironius carinatus  est une espèce de serpents de la famille des Colubridae.

## Répartition
Cette espèce se rencontre au Brésil dans les États d'Alagoas, de Bahia, du Ceará, du Pará, du Pernambouc et du Sergipe, en Guyane, au Suriname, au Guyana, au Venezuela et à La Trinité.

## Description

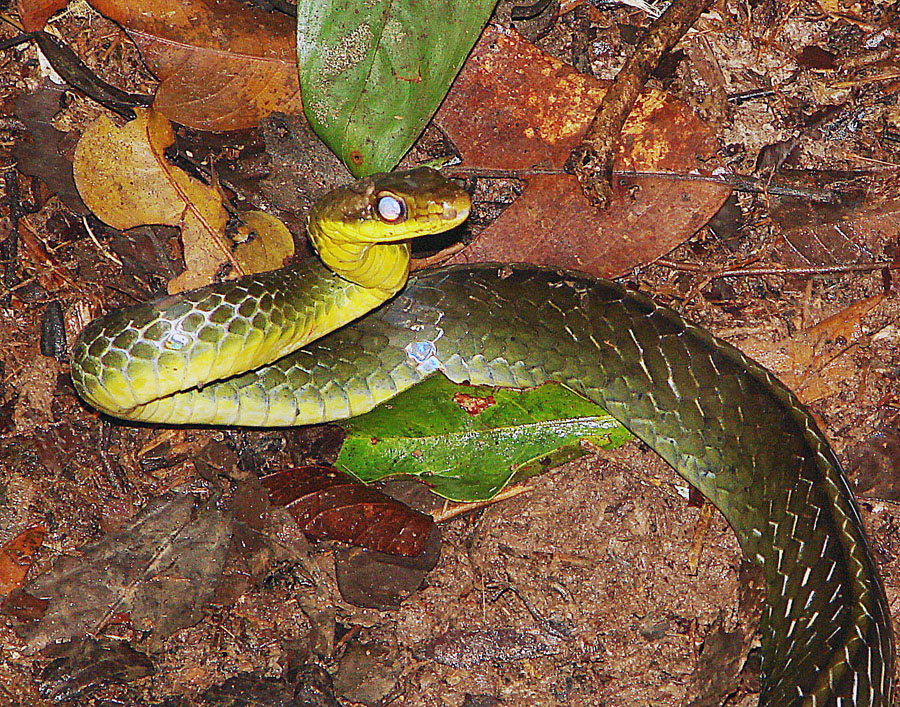
Chironius carinatus

Chironius carinatus mesure jusqu'à 175 cm.

## Taxinomie
Les sous-espèces Chironius carinatus flavopictus et Chironius carinatus spixi ont été élevées au rang d'espèce par Hollis en 2006.

## Publication originale
- Linnaeus, 1758 : Systema naturae per regna tria naturae, secundum classes, ordines, genera, species, cum characteribus, differentiis, synonymis, locis, ed. 10 (texte intégral).